# رقص تک‌نفره

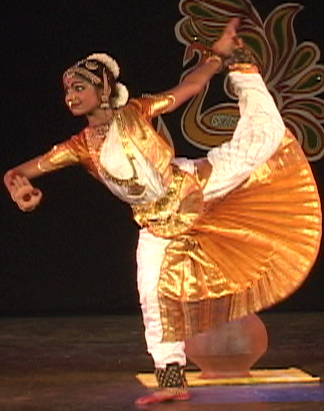
رقص تک‌نفره در تئاتر

رقص تک‌نفره (به انگلیسی: Solo Dance)، به رقصی گفته می‌شود که بر خلاف رقص چندنفره توسط یک نفر اجرا می‌شود. رقصنده‌های تک‌نفره غالباً برترین رقصنده‌های یک گروه یا یک مدرسه رقص هستند.